# Ernst Ludwig Heinrich von Eckartsberg
Ernst Ludwig Heinrich von Eckartsberg (geb. 1748; gest. 21. März 1801) war ein preußischer Kammerherr, Landrat und Direktor der Pfandbriefbank Schlesische Landschaft.

## Herkunft
Ernst Ludwig Heinrich von Eckartsberg war der Sohn von Heinrich von Eckartsberg (* 1710), Erbherr auf Ober- und Nieder Zauche, sowie auf Mittel- und Nieder-Gießmannsdorf und dessen Ehefrau Therese, geb. Freiin von Dyhrn, die er am 6. Oktober 1734 geheiratet hatte.

## Werdegang
Von 1764 bis 1765 studierte er zunächst an der Ritterakademie Liegnitz in Liegnitz. 1765 immatrikulierte er sich an der Universität Halle immatrikulierte, wo er Jura studierte. Später wandte er sich offenbar der Ökonomie zu. Von 1779 bis 1799 amtierte er als Landrat des Kreises Sprottau. Daneben war er seit März 1788 zusätzlich Direktor der Pfandbriefbank Schlesische Landschaft in Glogau und Sagan. 

## Persönliches
Ernst Ludwig Heinrich von Eckartsberg war Kammerherr und Erbherr auf Nieder Zauche und Nieder-Gießmannsdorf im Kreis Sprottau. Er starb unverheiratet am 21. März 1801. Sein Neffe Karl Heinrich von Eckartsberg war zwischen 1812 und 1841 Landrat des Landkreises Glogau.

## Mitgliedschaften in Logen
Am 24. Juli 1766 trat er der Loge Zu den drei Degen, Ritter (eques) in der Präfektur Apfelstädt (Schlesien) der VII. Provinz der Strikten Oberservanz bei. Am 24. März 1774 wurde er in Glogau 1. Vorsteher der Loge Zum glänzenden Siebengestirn. Von 1779 bis 1780 war er Direktor des Zirkels Geberius, sein Ordensname lautete Dunuklius Strenus Victor de Zerias. Ab 1780 war er Mitglied der Mutterloge Zur goldenen Himmelskugel und ab 1788 war er Mitglied der Schlesischen Nationalloge Christian zum Firmament.